# María Ólafsdóttir
María Ólafsdóttir, anche conosciuta come María Ólafs (Blönduós, 21 marzo 1993), è una cantante e attrice islandese.
Nel 2012 inizia a collaborare con la casa di produzione StopWaitGo, quando era ancora studentessa presso il liceo Verzlunarskóli Íslands.
Il 14 febbraio 2015 vince la finale del concorso canoro nazionale Söngvakeppni Sjónvarpsins 2015, con la canzone Lítil skref (Small Steps).
Ha rappresentato l'Islanda all'Eurovision Song Contest 2015 a Vienna con la canzone Unbroken, classificandosi al 15º posto nella seconda semifinale con 14 punti, non sufficienti per la qualificazione alla serata finale.
Come attrice, nel 2007 ha avuto un piccolo ruolo in una commedia messa in scena al teatro nazionale a Reykjavík. Ha ricoperto il ruolo di Louisa von Trapp nel musical Sound of Music presso il teatro comunale di Reykjavík nel 2009; nello stesso anno ha interpretato la parte di un giovane Michael Jackson in uno spettacolo-tributo al Reykjavík Broadway Club. Nel 2014 ha interpretato il ruolo di Ronja, protagonista della commedia Ronja The Robber‘s Daughter di Astrid Lindgren, prodotta dal Mosfellsbær Theater Group.

## Discografia

### EP
- 2015 - Unbroken

### Singoli
- 2012 - I don't wanna rush (con AJ)
- 2013 - Oh, My God (con 12:00)
- 2013 - Lýsi í myrkri (con Kristmundur Axel)
- 2014 - Dreymir mig? (con Jacobsen)
- 2015 - Lítil skref
- 2015 - Unbroken
- 2015 - Dancing in the Storm
- 2015 - Someday
- 2016 - Baby Take The Wheel
- 2016 - Hold My Hand (con September)
- 2018 - Hækka í Botn[4]

### Videoclip
- 2015 - Unbroken
- 2015 - Dancing in the Storm